# Chris Thorpe
Christopher „Chris“ Thorpe (* 29. Oktober 1970 in Waukegan, Illinois) ist ein früherer US-amerikanischer Rennrodler.

## Karriere
Chris Thorpe war zunächst mit seinem Partner Gordy Sheer in den 1990er und dann mit Clay Ives in der ersten Hälfte der 2000er Jahre einer der erfolgreichsten Rennrodler im Doppelsitzer. Viermal nahm er an Olympischen Spielen teil. Erstmals startete er mit Sheer bei den Spielen von Albertville 1992 (Platz 12), dann 1994 (Platz 5) in Lillehammer und 1998 in Nagano, wo das Doppel hinter den Deutschen Stefan Krauße und Jan Behrendt und vor ihren zeitgleichen Landsleuten Mark Grimmette und Brian Martin die Silbermedaille und damit die erste olympische Rodelmedaille für die USA gewannen. Vier Jahre später konnte er mit Ives bei den Spielen von Salt Lake City die Bronzemedaille erringen.
Bei den Rennrodel-Weltmeisterschaften 1995 in Lillehammer und 1996 in Altenberg gewann er mit Sheer jeweils die Silbermedaille. Nachdem Thorpe/Sheer in den Saisonen 1994/95 und 1995/96 schon Dritte in der Gesamtweltcupwertung wurden, gewannen sie die Gesamtwertung des Rennrodel-Weltcups 1996/97. Es war der erste Sieg nichteuropäischer Rodler im Gesamtweltcup. Weitere zweimal wurde das Doppel Vierte. Viermal konnten sie Weltcuprennen für sich entscheiden. In der Saison 1994/95 kam das Doppel in zehn von elf Rennen aufs Podium. Sechsmal, zwischen 1992 und 1995 sowie 1997 und 2000 gewann er den Titel des US-Meisters, viermal war Thorpe Rennrodler des Jahres in den USA.

## Erfolge

### Weltcupsiege
Doppelsitzer
| Nr. | Datum         | Ort       | Bahn                                  |
| --- | ------------- | --------- | ------------------------------------- |
| 1.  | 11. Feb. 1995 | Sigulda   | Rennrodel- und Bobbahn Sigulda        |
| 2.  | 1. Dez. 1996  | Sigulda   | Rennrodel- und Bobbahn Sigulda        |
| 3.  | 15. Dez. 1996 | Altenberg | Rennschlitten- und Bobbahn Altenberg  |
| 4.  | 22. Dez. 1996 | Königssee | Kombinierte Kunsteisbahn am Königssee |